# Palazzo arcivescovile (Napoli)
Il Palazzo Arcivescovile è un palazzo di Napoli che s'erge nell'insula tra il Duomo e largo Donnaregina, in cui è situato l'accesso.
Fu eretto negli anni a cavallo tra la fine del XIII secolo e gli inizi del XV secolo per volontà del cardinale Enrico Capece Minutolo, l'accesso del vecchio palazzo prospetta in vico Sedil Capuano. Il vecchio palazzo sorge sulle rovine di una basilica paleocristiana, dalla quale è emerso il quadriportico durante alcuni recenti lavori.
L'aspetto odierno è frutto delle ristrutturazioni avvenute nel XVII secolo da parte del cardinale Decio Carafa. Verso la metà del secolo il cardinale Ascanio Filomarino incaricò l'architetto bolognese Frà Bonaventura Presti dei lavori di restauro e di espansione, durante i quali si provvide all'ampliamento longitudinale del palazzo e all'apertura dei tre portali in piperno della facciata.
Nell'interno ha affreschi di Giovanni Lanfranco e Santolo Cirillo; in un'altra sala, ritratto di Lello da Orvieto. Dal portale di sinistra che conduce agli uffici della Curia, sormontato da una statua di Giulio Mencaglia, si giunge all'entrata settentrionale del Duomo.
Sulla destra sono visibili strutture architettoniche dell epoca paleocristiana; nell'ambiente si conservano le lastre di un calendario marmoreo del IX secolo e rilievi del XII secolo.
Dal 1958 risulta essere anche la sede dell'Archivio Storico Diocesano di Napoli.

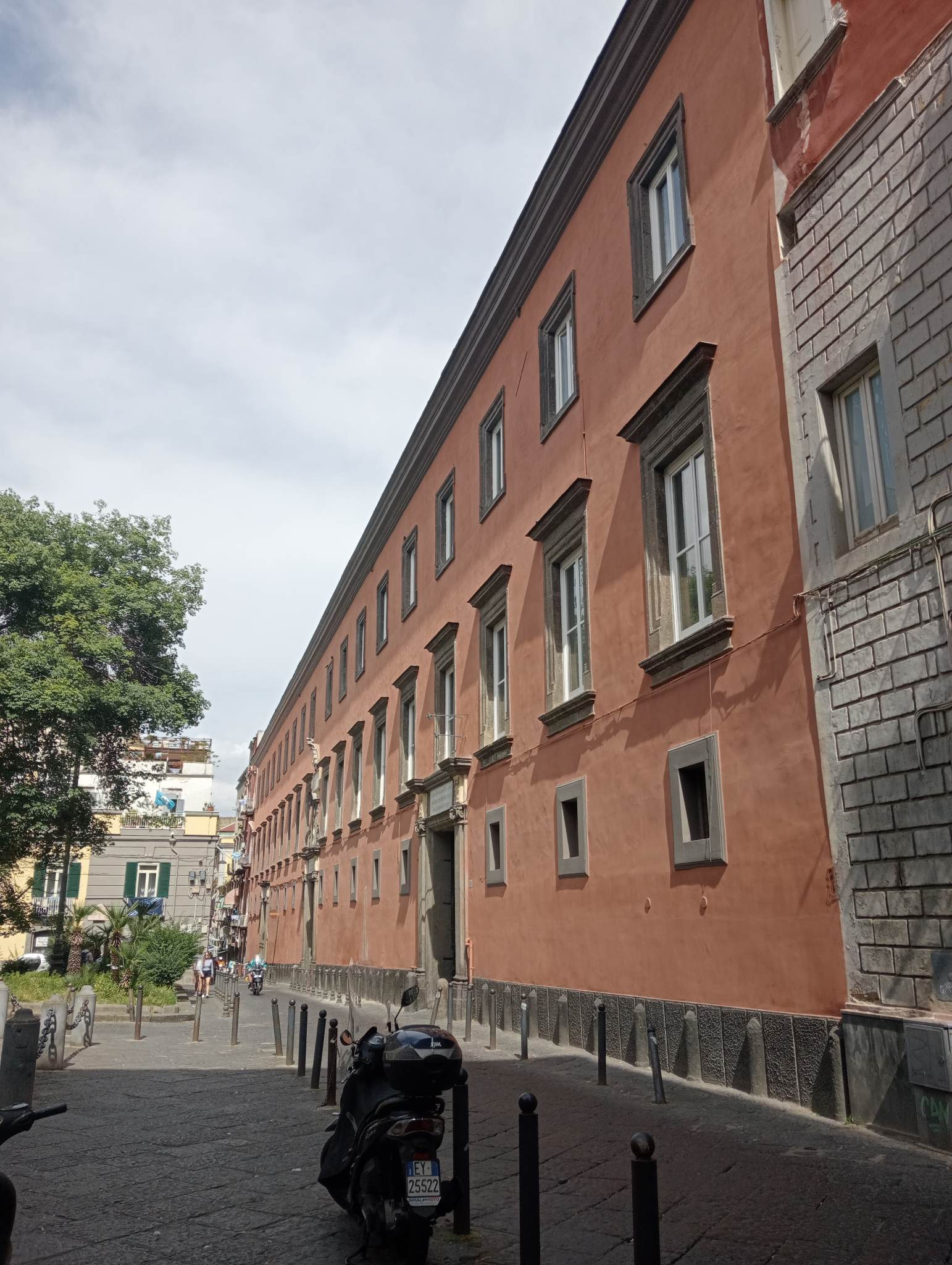
La facciata su Largo Donnaregina (giugno 2023)